# 小野涼子
小野 涼子（おの りょうこ、1977年6月22日 - ）は、日本の声優、舞台女優。神奈川県出身。

## 来歴
声優になる前はOLだった。
東京アナウンスアカデミー、映像テクノアカデミア卒業。
2010年3月31日付けで、6年間所属していたマウスプロモーションを離れ、フリー期間を経て2011年11月から2013年5月31日までピアレスガーベラに所属。その後再びフリーとなり、2016年4月1日付けでパワー・ライズに所属。2022年3月末をもってパワー・ライズ退所を自身のTwitterにて報告した。
2015年6月14日、入籍および妊娠をブログで発表した。2015年10月には自身のブログにて、第1子となる女児を出産したことを報告した。
小野の産休に伴い、『蒼の彼方のフォーリズム』の佐藤院麗子役はテレビアニメ版では種田梨沙が代わりに担当している。

## 人物
趣味・特技は楽器演奏、華道、秘書士・秘書技能検定2級、漢字検定3級。
地元球団である横浜DeNAベイスターズのファンであり、自らのTwitterやブログでも横浜スタジアムに行き撮影した写真などを投稿している。

## 出演
太字はメインキャラクター。

### テレビアニメ
2004年
- お伽草子（長老の娘〈妹〉）
- KURAU Phantom Memory（和島）
- ブラック・ジャック（2004年 - 2006年、和登）

2005年
- IGPX（エイミー・ステイプルトン）
- 格闘美神 武龍（チャン・ツィ・リー）
- ギャラリーフェイク（バッソーの付き人）
- ToHeart2（校内アナウンス、図書委員）
- トリニティ・ブラッド（ジェシカ・ラング）
- ハチミツとクローバー（女生徒C）
- ふたりはプリキュア Max Heart（永井さゆり）
- ルパン三世 天使の策略 〜夢のカケラは殺しの香り〜（ブラッディエンジェルス兵）

2006年
- ウィッチブレイド（あおい）
- 桜蘭高校ホスト部（君和田ほのか、和馬麗子、メイドA）
- おとぎ銃士 赤ずきん（魔法学校生徒）
- Kanon（第2作）（女生徒）
- 金色のコルダ〜primo passo〜（2006年 - 2007年、アナウンス、子供）
- ゼーガペイン（イリエ・アヤカ）
- 009-1（ペス）
- タクティカルロア（浅利木結、館山帆能美）
- デジモンセイバーズ（ナナミ / バイオクアトルモン / バイオロトスモン）
- DEATH NOTE（女子2）
- 働きマン（同期の編集者）
- ハチミツとクローバーII（アナウンス）
- ふたりはプリキュア Splash Star（伊東仁美）
- ブラック・ジャック21（和登、受付、若い頃のキャサリン、コンピュータ）
- プリごろ太 宇宙の友情大冒険（ママ、宇宙船）
- マージナルプリンス〜月桂樹の王子達〜（幼いジョシュア）
- まじめにふまじめ かいけつゾロリ（女の子B）
- 名探偵コナン（2006年 - 2025年、里菜、レポーター、喜多川美紀、加納亜希）
- REC（声優D、女友達2、インタビュアー）

2007年
- RGBアドベンチャー（グッチョ、ライフ 他）
- 月面兎兵器ミーナ（モモ）
- 地獄少女 二籠（奥方、丸山貴美子、看護師）
- 神曲奏界ポリフォニカ（ドーリスラエ・レン・マクスウェリト）
- 人造昆虫カブトボーグ V×V（ハードキャッシュ社受付）
- スカイガールズ（母親、藤枝琴乃）
- sola（上原塔子、店員）
- 東京魔人學園剣風帖 龖（織部雛乃、女性リポーター） - 2シリーズ
- ドラゴノーツ -ザ・レゾナンス-（ハバラギ・イツキ / オトヒメ）
- のだめカンタービレ（鈴木薫、いずみ、Aオケコンミス）
- 爆丸バトルブローラーズ（ラーズリオン、アリスの叔母）
- ぽてまよ（柳瀬吉乃）
- みなみけ（2007年 - 2013年、アツコ、中継アナウンサー）- 4シリーズ

2008年
- 仮面のメイドガイ（メイドB）
- かんなぎ（吉田アンナ、ウェイトレス）
- 狂乱家族日記（先生、電話の相手、カオリ、女教師、水）
- 逮捕しちゃうぞ フルスロットル（女性警官、レポーター）
- 隠の王（少女）

2009年
- 青い花（川崎文子）
- 黒神 The Animation（シズカ）
- 神曲奏界ポリフォニカ クリムゾンS（ドーリスラエ・レン・マクスウェリト）
- 恋姫†無双（2009年 - 2010年、楽進）- 2シリーズ
- FAIRY TAIL（2009年 - 2025年、ミラジェーン・ストラウス、ララバイ〈ゼレフ書の悪魔〉、アンジェリカ） - 4シリーズ

2010年
- オオカミさんと七人の仲間たち（林檎の母）
- おとめ妖怪 ざくろ（いづなA）
- 聖痕のクェイサー（モエノ）
- ソ・ラ・ノ・ヲ・ト（イリア）
- 爆丸バトルブローラーズ ニューヴェストロイア（ラーズリオン、キョージュ）
- ヨスガノソラ（渚一葉）

2011年
- 俺たちに翼はない（玉泉日和子）
- ましろ色シンフォニー（瀬名愛理）

2012年
- スマイルプリキュア!（佐々木先生〈佐々木なみえ〉）

2013年
- WHITE ALBUM2（小木曽秋菜〈雪菜の母〉）

2014年
- ディーふらぐ!（高尾長女）
- ばらかもん（河本育江）

2015年
- トリアージX（桜田奈央）

2017年
- ACCA13区監察課（グリーズ）

2019年
- アズールレーン（ケルン）

2025年
- もめんたりー・リリィ（あやめの母、住人）

### 劇場アニメ
- ブラック・ジャック ふたりの黒い医者（2005年、和登[26]）
- 劇場版 FAIRY TAIL 鳳凰の巫女（2012年、ミラジェーン・ストラウス）
- 虹色ほたる 〜永遠の夏休み〜（2012年、ニュースキャスター）
- ゼーガペインADP（2016年、イリエ）
- 劇場版 FAIRY TAIL -DRAGON CRY-（2017年、ミラジェーン・ストラウス）
- ゼーガペインSTA（2024年、イリエ）

### OVA
- BALDR FORCE EXE RESOLUTION（2006年）
- ToHeart2（2007年 - 2012年、久寿川ささら）- 5シリーズ
- よつのは（2008年、佐藤先生）
- みなみけ（2009年 - 2013年、アツコ）- 3シリーズ
- FAIRY TAIL（2011年 - 2013年、ミラジェーン・ストラウス）- 4シリーズ

### ゲーム
2004年
- センチメンタルプレリュード

2006年
- IGPX（エイミー・ステイプルトン）
- 降魔霊符伝イヅナ（フウカ）
- シークエンス・パラディウム 愛蔵版
- 花帰葬（鈴音）
- ピンキーストリート キラキラ☆ミュージックアワー
- ブラック・ジャック 火の鳥編
- ブルードラゴン（サーリア）
- モンスターハンター2（受付嬢、キャラボイス）

2007年
- ウィル・オ・ウィスプ（グロリア）
- SNOW -Portable-（謎の少女）

2008年
- ウィル・オ・ウィスプ 〜イースターの奇跡〜（グロリア）
- 剣と魔法と学園モノ。（エルフ・女）
- すっごい!アルカナハート2（パラセ・ルシア）
- スペクトラルフォース ジェネシス（ラーズ・ラーズ、シャンティ）
- 装星機ガジェットロボ（宝来モモ、結城ナイト）
- Dark Mist The Depths of Darkness（アポロン）
- ふしぎ遊戯 朱雀異聞（氷室深咲）
- 悠久の車輪

2009年
- ウィル・オ・ウィスプ DS（グロリア）
- ウィル・オ・ウィスプ ポータブル（グロリア）
- 風色サーフ（カレン・コールホーフェン）
- ティアーズ・トゥ・ティアラ外伝 -アヴァロンの謎-
- ToHeart2 PORTABLE（久寿川ささら）
- ふしぎ遊戯DS（氷室深咲）
- Wizardry 囚われし魂の迷宮（オルトリンデ）

2010年
- FAIRY TAIL PORTABLE GUILD（ミラジェーン・ストラウス）
- プリンセスラバー!〜Eternal Love For My Lady〜（竹園エリカ）
- WHITE ALBUM -綴られる冬の想い出-（七瀬彰）

2011年
- AQUAPAZZA（久寿川ささら）
- アルカナハート3（パラセ・ルシア）※Xbox 360/PS3版
- ガチトラ! 〜暴れん坊教師 in High School〜（藤岡茜）
- ToHeart2 ダンジョントラベラーズ（久寿川ささら）
- ToHeart2 DX PLUS（久寿川ささら）
- ましろ色シンフォニー *mutsu-no-hana（瀬名愛理）
- 嫁コレ（瀬名愛理）

2012年
- アガレスト戦記 Mariage（キュプラ）
- 水平線まで何マイル? -ORIGINAL FLIGHT-（津屋崎湖景）
- ハートフルシミュレーター PACHISLOT ToHeart2（久寿川ささら）
- FAIRY TAIL ゼレフ覚醒（ミラジェーン・ストラウス）
- WHITE ALBUM2 幸せの向こう側（小木曽秋菜）

2013年
- 圧倒的遊戯 ムゲンソウルズZ（オンルッカ）
- 鬼ごっこ! Portable（西園寺乙女）
- 学☆王 -THE ROYAL SEVEN STARS- +METEOR（黛比奈夕）
- ToHeartハートフルパーティ（久寿川ささら）
- 願いの欠片と白銀の契約者（イビス）
- 恋愛0キロメートル Portable（木ノ本実咲）

2014年
- 御城プロジェクト（山形城、苗木城、多聞山城、村中城、佐賀城）
- 俺たちに翼はない（玉泉日和子）
- 恋姫†演武（楽進）
- 相州戦神館學園 八命陣 天之刻（我堂鈴子）

2015年
- 限界凸起 モエロクリスタル（ネフェリア）
- 月に寄りそう乙女の作法 〜ひだまりの日々〜（ユルシュール＝フルール＝ジャンメール）
- ひとつ飛ばし恋愛V（寿りさ）

2016年
- 蒼の彼方のフォーリズム（佐藤院麗子）
- 御城プロジェクト:RE（山形城、苗木城、多聞山城、村中城、佐賀城、山科本願寺）
- 乙女理論とその周辺 -Bon Voyage-（ユルシュール＝フルール＝ジャンメール）
- 不思議の幻想郷 TOD RELOADED（射命丸文）
- サウザンドメモリーズ（ミリア、イロハ）
- プラマイウォーズV（水無月時野）
- 星織ユメミライ Converted Edition（鳴沢律佳）

2017年
- 桜花裁き 斬（長岡越、早乙女恵）

2018年
- 神撃のバハムート（ジオテト）
- アズールレーン (ライプツィヒ、ケーニヒスベルク、カールスルーエ、ケルン)
- カタハネ ―An' call Belle―（ベル、エファ）
- ボクと彼女の研修日誌（赤木澪）

2019年
- スキとスキとでサンカク恋愛（木須志衣菜）
- かりぐらし恋愛（世計丸）
- EARTH DEFENSE FORCE: IRON RAIN（ヴィクトリア）
- 不思議の幻想郷 -ロータスラビリンス-（射命丸文）
- ラズベリーキューブ（海道美琴）

2020年
- FAIRY TAIL（ミラジェーン・ストラウス）
- クイズRPG 魔法使いと黒猫のウィズ（ヘルメスⅩ / ヘルメス / メルクリア）
- ヒーローカンターレ（ヴァルキリー）
- うたわれるもの ロストフラグ（2020年 - 2024年、エディフェル、久寿川ささら）
- アークナイツ（ロビン）

2021年
- モンスターストライク（辛丑ミルク）
- かんぱに☆ガールズ（ニーア）
- FAIRY TAIL ギルドマスターズ（ミラジェーン・ストラウス）

2024年
- 八剱伝Switch版（美原水仙）
- FAIRY TAIL 2（ミラジェーン・ストラウス）

### ドラマCD
- Vassalord.（チェリル・ジェーン・ケイツ、少年時代のクリス）
- オトコを見せてよ倉田くん!（烏乃黒依）
- オヤジ拾いました。
- 俺たちに翼はない ドラマシリーズ第3章 玉泉日和子（玉泉日和子）
- 俺の兄貴に手を出すな（高柳菜々美）
- ギャラクシーエンジェる〜ん キャラクターソング内連続ドラマ小説
- 黒豹の騎士〜美しき提督の誘惑〜（葵姫）
- 子供の領分
- サクラ大戦 〜花と浪漫と帝都の嵐
- D・N・ANGEL（原田梨乃）
- ToHeart2 アンソロジー 第2巻（久寿川ささら）
- とらドラ! Drama CD Vol.3（カメラマン）
- のだめカンタービレ 恋のGカップ（薫）
- ましろ色シンフォニー オリジナルドラマシリーズ（瀬名愛理）
- マリア様がみてる Drama CD Vol.10 チェリーブロッサム （女生徒）
- みなみけシリーズ（アツコ）
  - みなみけ
  - みなみけ おかえり
- LOVELESS

### 吹き替え

#### 映画
- アドレナリン
- 甘い人生
- 頭文字D THE MOVIE
- 美しい夜、残酷な朝
- エド・ゲイン（エリカ）
- 消えた天使（ベアトリス・ベル）
- 恋するブラジャー大作戦（仮）
- ザ・ガーディアン 狂暴の美学（ティファニー）
- 12日の木曜日（デイジー）
- ダウン
- トナカイのブリザード（エリン）
- パリス・ヒルトン in HOLLYWOOD☆SCANDAL（ドロシー）
- B型の彼氏
- ひとまず走れ
- ふとっちょのアルバート
- ブレイブ ワン
- マルチュク青春通り

#### ドラマ
- アグリー・ベティ
- S.A.S. 英国特殊部隊（レベッカ・ギャラガー）
- F.B.EYE!! 相棒犬リーと女性捜査官スーの感動!事件簿 #57
- おとぼけスティーブンス一家
- クッキ 〜菊熙〜
- コールドケース
- CSI:ニューヨーク
- 笑傲江湖（藍鳳凰（李菲））
- 新入社員
- 戦神 〜MARS〜
- ダラス
- 犯罪捜査官ネイビーファイル
- 初恋
- 名探偵モンク2
- ワイヤーインザブラッド（英語版）（ポーラ）

#### アニメ
- おさるのジョージ
- キャッチ!ティニピン（2023年、ペタピン[73]）

### ラジオCD
- WHITE ALBUM2 同好会ラジオ ラジオCD Vol.1[74]

### ラジオ
※はインターネット配信。
- ささら・まーりゃんの生徒会会長ラジオ for ToHeart2（2008年 - 2012年、音泉※・アニメイトTV※）
- おれつば振興会 夢ラジオ・俺たちに翼はNIGHT（2010年 - 2011年、ランティスウェブラジオ※）
- アニメ『ましろ色シンフォニー』Webラジオ「ぬこラジ!〜ぬくもりが恋しくなるラジオ〜」（2011年 - 2012年、アニメイトTV※・ランティスウェブラジオ※）
- 魁☆早稲田丸!! 〜あずりすぎてよかですか?〜（2014年 - 2016年、音泉※）
- 帰ってきた! ささら、まーりゃんの生徒会会長ラジオ for ToHeart2（2014年 - 2015年、音泉※・アニメイトTV※）
- また帰ってきた! ささら、まーりゃんの生徒会会長ラジオ for ToHeart2（2018年 - 2019年、音泉※）

### ラジオドラマ
- VOMIC
  - 悪魔で候（斉藤茅乃）
  - CRASH!（白星蝶子）

### CM
- クリエイティヴ・コア → コロムビアミュージックエンタテインメント → 日本コロムビア発売のゲーム各種
- エム・ティー・オー発売のゲーム各種

### 舞台
- マウスプロモーション 第3回本公演『桜の田』（真山あんり（レポーター））
- マウスプロモーション 第4回本公演『桜の花にだまされて』（松田小百合（ナース））
- マウスプロモーション 俳優修行の場第3回試演会『オイディプスの子ら』
- マウスプロモーション 俳優修行の場第4回試演会『美しきものの伝説』（モナリザ（平塚らいてふ））
- マウスプロモーション 俳優修行の場第5回試演会『鹿鳴館』（朝子）

### パチンコ・パチスロ
- CR桃キュン剣（2009年　西陣）（桃子）

### その他コンテンツ
- 朗読イベント オルゴール・レクイエム（2006年1月,のちにDVD化）（尾上八穂）
- ヒストリーチャネル 真実のパイレーツオブカリビアン（ボイスオーバー）
- みなみけきゃらくたーそんぐべすとあるばむ（アツコ、2009年7月23日）
- オーディオブック ハッピーバースデー（2009年、金沢順子）
- 『週刊・手塚治虫』内、モーション漫画「三つ目がとおる」（和登千代子）
- こーしょー19さい（Special Thanks（協力））

### シリーズ一覧
1. ↑  第1期（2007年）、第2期『第弐幕』（2007年）
2. ↑  第1期（2007年）、第2期『〜おかわり〜 』（2008年）、第3期『おかえり』（2009年）、第4期『ただいま』（2013年）
3. ↑  第2期『真・恋姫†無双』（2009年）、第3期『真・恋姫†無双 〜乙女大乱〜』（2010年）
4. ↑  第1期（2009年 - 2013年）、第2期（2014年 - 2015年）、第3期（2018年 - 2019年）、続編『100年クエスト』（2024年 - 2025年）